# Глебов, Сергей Иванович
Сергей Иванович Глебов (род. 13 марта 1736 г. — умер 24 мая 1786 г.) — поэт и переводчик.

## Биография
В службу записан готлангером (рядовым морской артиллерии) 6 октября 1742 г.
В 1748 г. был произведен из каптенармусов в сержанты, в 1751 г. — в штык-юнкеры и в 1754 г. — в подпоручики.
В 1754—1756 гг. он состоял инженерным офицером при постройке крепости св. Елисаветы.
В 1755 г. получил чин поручика, а 1 января 1758 г. — капитана.
В 1760—1761 годах участвовал в прусском походе. 3 марта 1763 г. произведен в майоры и 22 сентября 1767 г. — в подполковники артиллерии.
С 1768 года Глебов был депутатом Уложенной комиссии. Баллотировался в члены комиссии о размножении народа, земледелия, домостроительства, о поселении, рукоделии, искусствах и ремеслах, затем — в комиссию духовно-гражданскую; 3 ноября 1768 года объявлено было маршалом об избрании его в духовно-гражданскую комиссию. В 1769 г. он избран кандидатом в члены экспедиционной комиссии, и 12 января объявлено было, что он утвержден Государыней членом этой комиссии.
Во время первой турецкой войны (1770 г.) Глебов в качестве волонтера находился под Бендерами. 1 января 1772 г. он был произведен в полковники. В последние годы своей службы он числился в 1-м артиллерийском канонирском полку.
В марте 1774 г. полковник Глебов был уволен от службы, согласно прошению, по слабости здоровья, с награждением чином генерал-майора.

## Семья
Жена — Александра Ивановна Салтыкова

## Творчество
Глебов писал стихи, напечатанные им в различных периодических изданиях, но более известен он как переводчик.
Им переведены:
- «О лести» (1759 г.);
- «Военные правила Вегециевы» (1764 г.);
- «Жития славных в древности мужей, писанные Плутархом» (1765 г.);
- «Чадолюбивый отец» Дидро, комедия в 5 действ. (1765 г.). Эта комедия была с успехом поставлена на придворной сцене, как писала Екатерина II Вольтеру);
- «Побочный сын, или искушение добродетели» Дидро, комедия в 5 действиях (1766 г.).